# Kirkcaldy (Écosse)
Kirkcaldy est une ville (et ancien burgh royal) d'Écosse, située dans le council area et région de lieutenance du Fife, dont elle constitue la plus grande agglomération 
De 1975 à 1996, elle était la capitale administrative du district de Kirkcaldy, au sein de la région du Fife. Elle se situe sur la rive nord du Firth of Forth. En 2001, sa population était de 46 912 habitants.

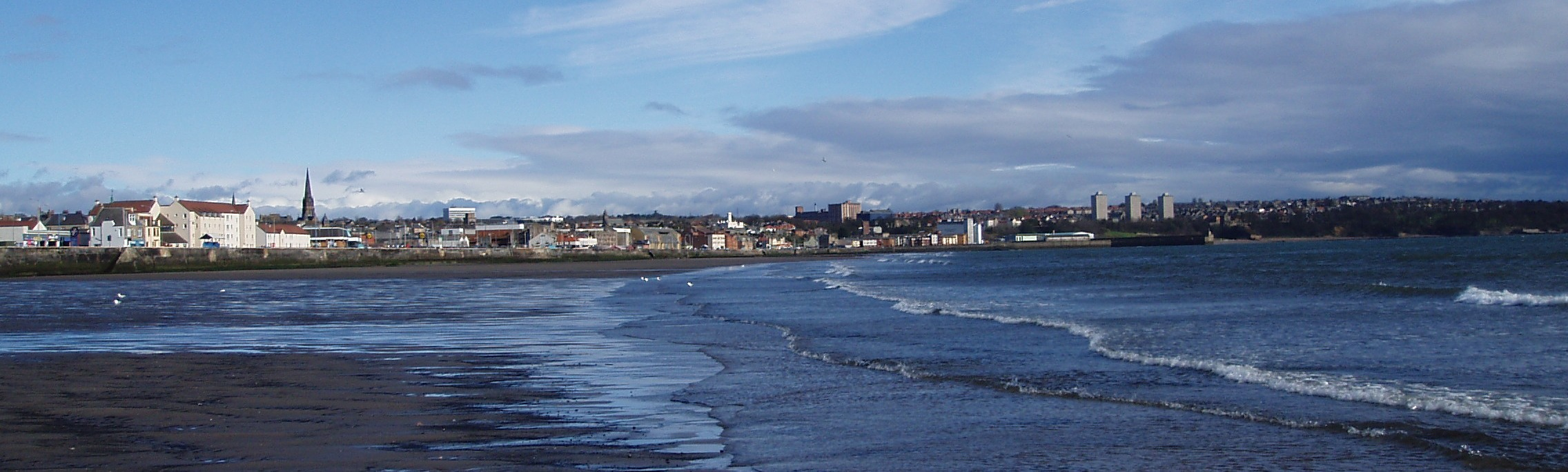
Vue de Kirkcaldy depuis la plage d'Invertiel.

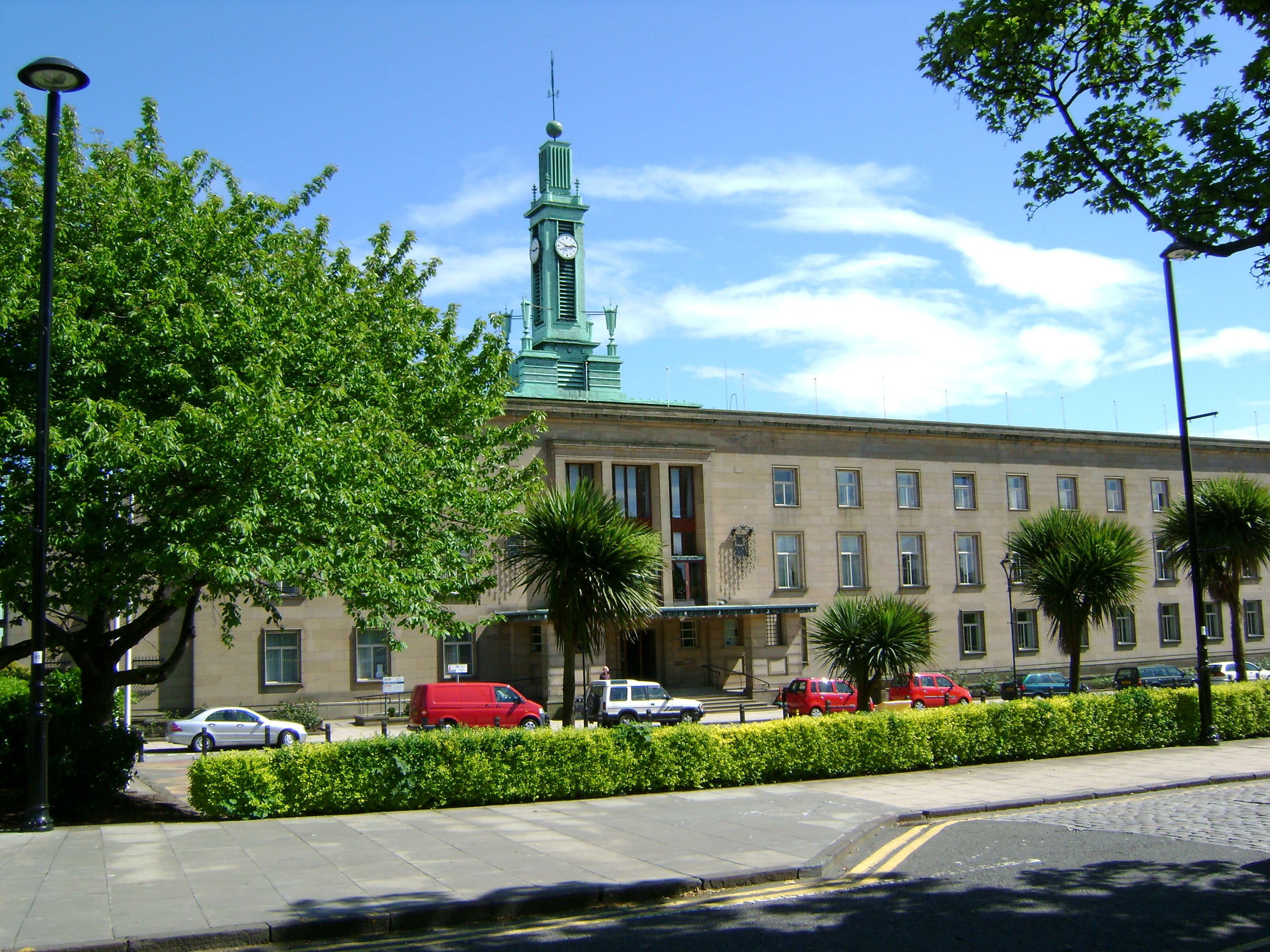
L'hôtel de ville de Kirkcaldy.

C'est la ville natale d'Adam Smith (1723-1790), où il a également vécu de 1767 à 1776, des footballeurs Alfie Conn, Jr. (né en 1952) et Paul Ritchie (1975) ainsi que de l'auteure Val McDermid.
Le club de football des Raith Rovers et son stade, le Stark's Park, sont basés à Kirkcaldy.

## Personnalités
- Adam Smith (1723-1790), économiste et philosophe y est né

- Thomas Elder (1818-1897), pasteur, botaniste et financier, y est né.